# رایسیو
رایسیو (سوئدی: Reso) یکی از شهرهای فنلاند است.